# Гора Крестов (Грабарка)
Гора́ Кресто́в Граба́рка (Святая Гора Грабарка) — православная святыня и место крестного паломничества в Польше.

## Расположение и описание

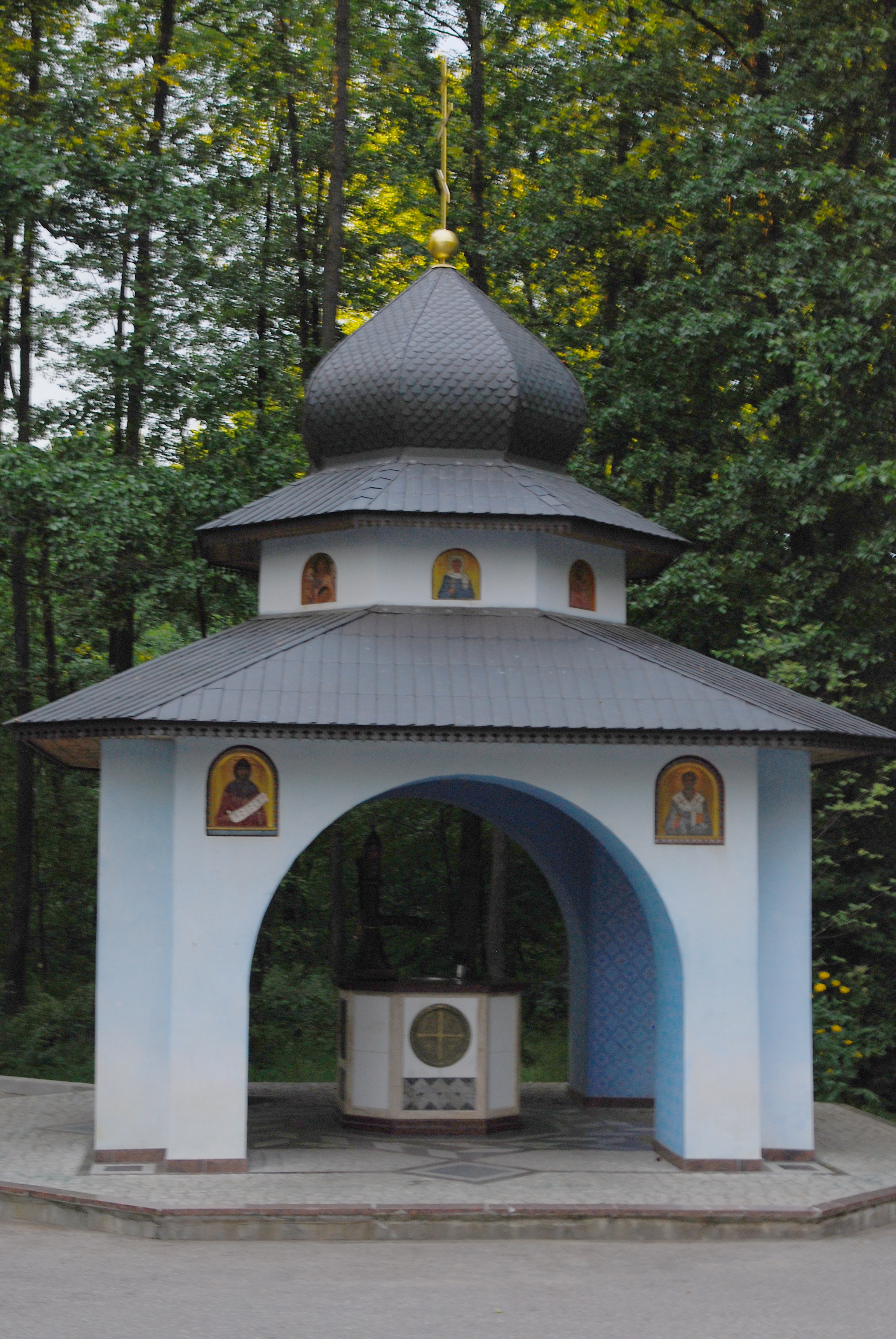
Святой источник

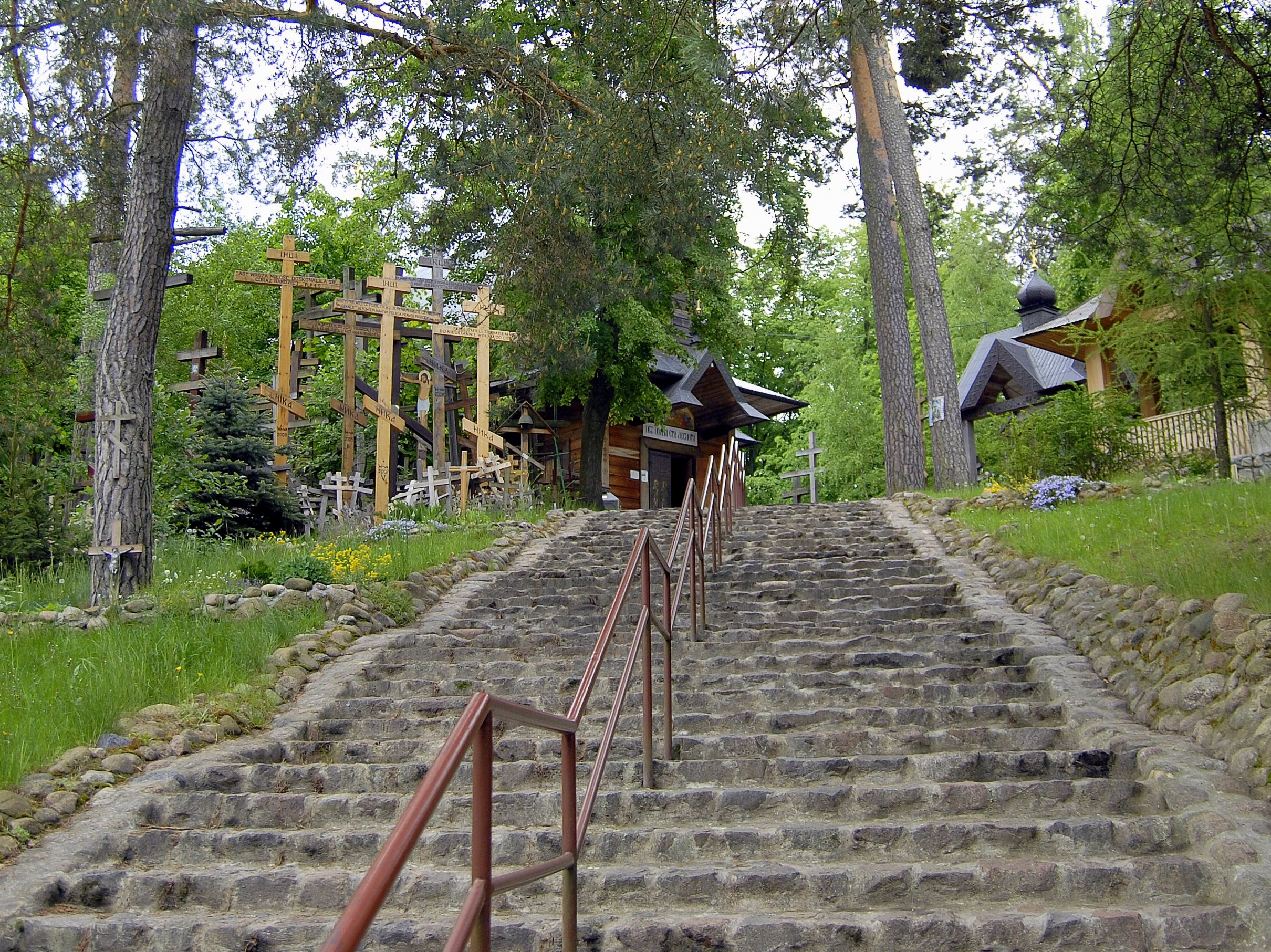
Лестница на вершину

В исторических документах первое упоминание Горы Грабарка, правда, под другим именем, относится к 1710 году:11. По преданию, во время свирепствовавшего тогда мора больные исцелялись водой её святого источника. А кроме того, одному из местных жителей случилось откровение, подсказавшее подняться на Грабарку крестным ходом и, отслужив молебен, установить там принесенные кресты. Так и сделали, после чего эпидемия пошла на убыль. К концу года, в знак благодарности, на горе поставили часовню.
Гора Грабарка находится в Мельницкой пуще, недалеко от города Семятыче (пол. Siemiatycze), рядом с поселением Грабарка, от которого и получила название. Представляет собой лесистый, довольно обширный холм. Кстати, в перелеске, окружающем Грабарку, имеется несколько полян, где паломники останавливаются летом с палатками.
У подножия холма, ещё до ворот, находится старинный родник. Сразу за воротами на самый верх ведет широкая лестница. А на вершине, в сосновом лесу, как бы проросшем крестами, стоит небольшой деревянный Храм Преображения Господня.
В 1947 году на горе основан православный Марфа-Мариинский женский монастырь. С этого момента появляется официальное название — Святая Гора Грабарка, а иногда Музей Молитвы, но у народа по-прежнему в ходу просто Грабарка:10.
Рядом с монастырем, у вершины Святой Горы, имеется почитаемое православное кладбище.

## Паломничество

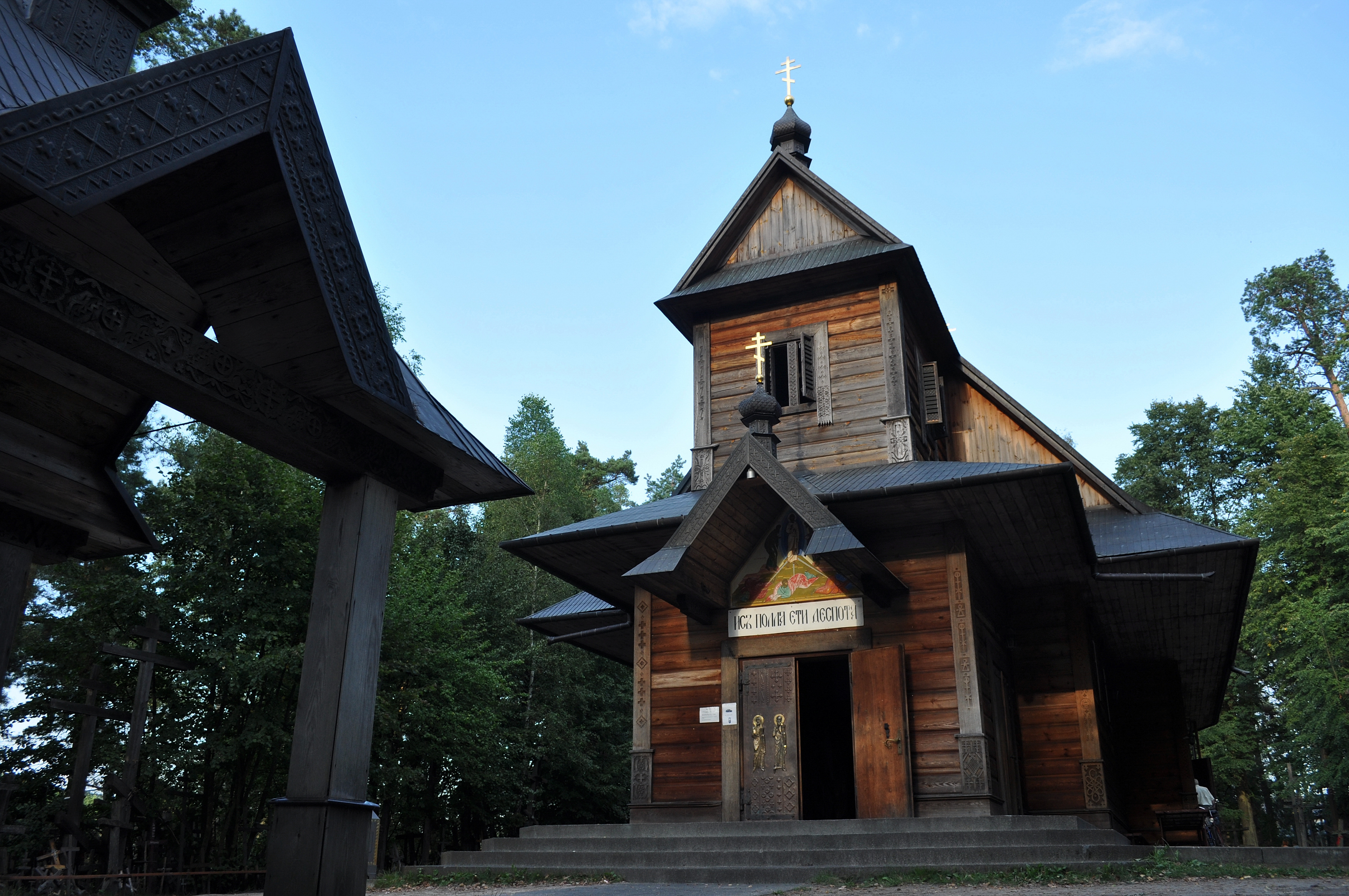
Храм Преображения Господня

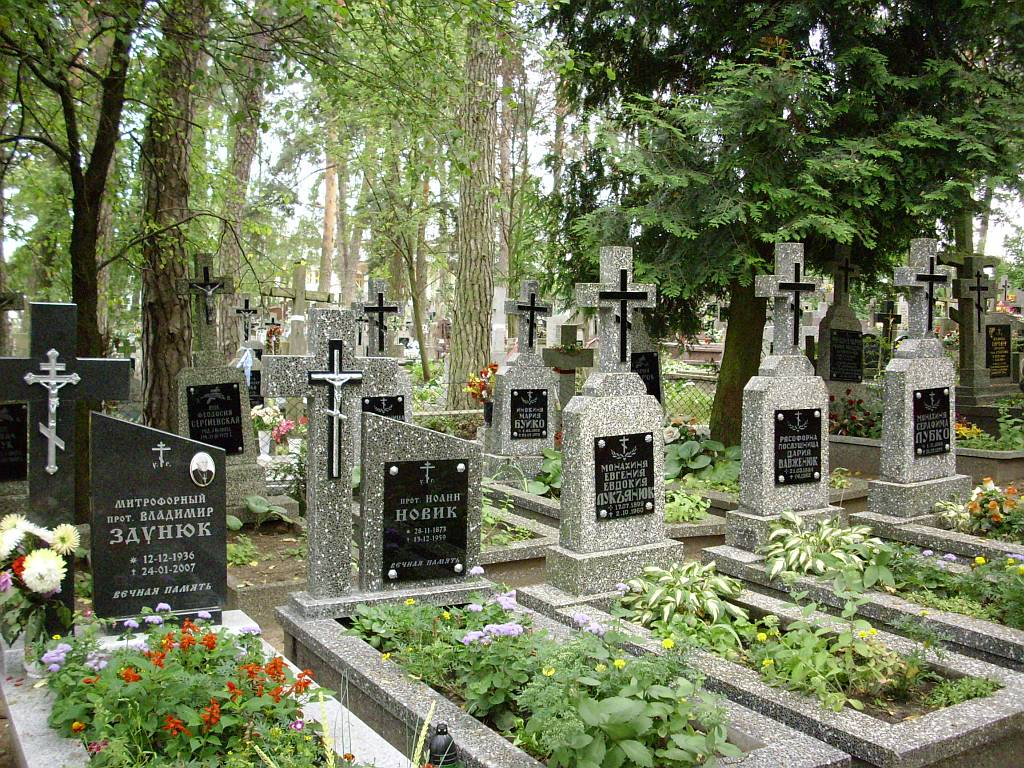
Православное кладбище

Ежегодно из Белостока на Святую Гору Грабарка три дня движется православный крестный ход, прирастая по дороге новыми паломниками. 19 августа, в праздник Преображения Господня, осилившие крестный путь практически полным составом, под пение тропаря и с принесенными крестами троекратно обходят на коленях вокруг расположенного на вершине Храма. Там они свои Кресты и водружают:41-45.
Принято считать, что традиция крестного хода с некоторыми перерывами живёт более двухсот лет. В 1980 году её возобновило Братство православной молодежи. Теперь это крупная международная акция, где постоянно участвуют и российские верующие:44.

## Пожар1990 года и его последствия

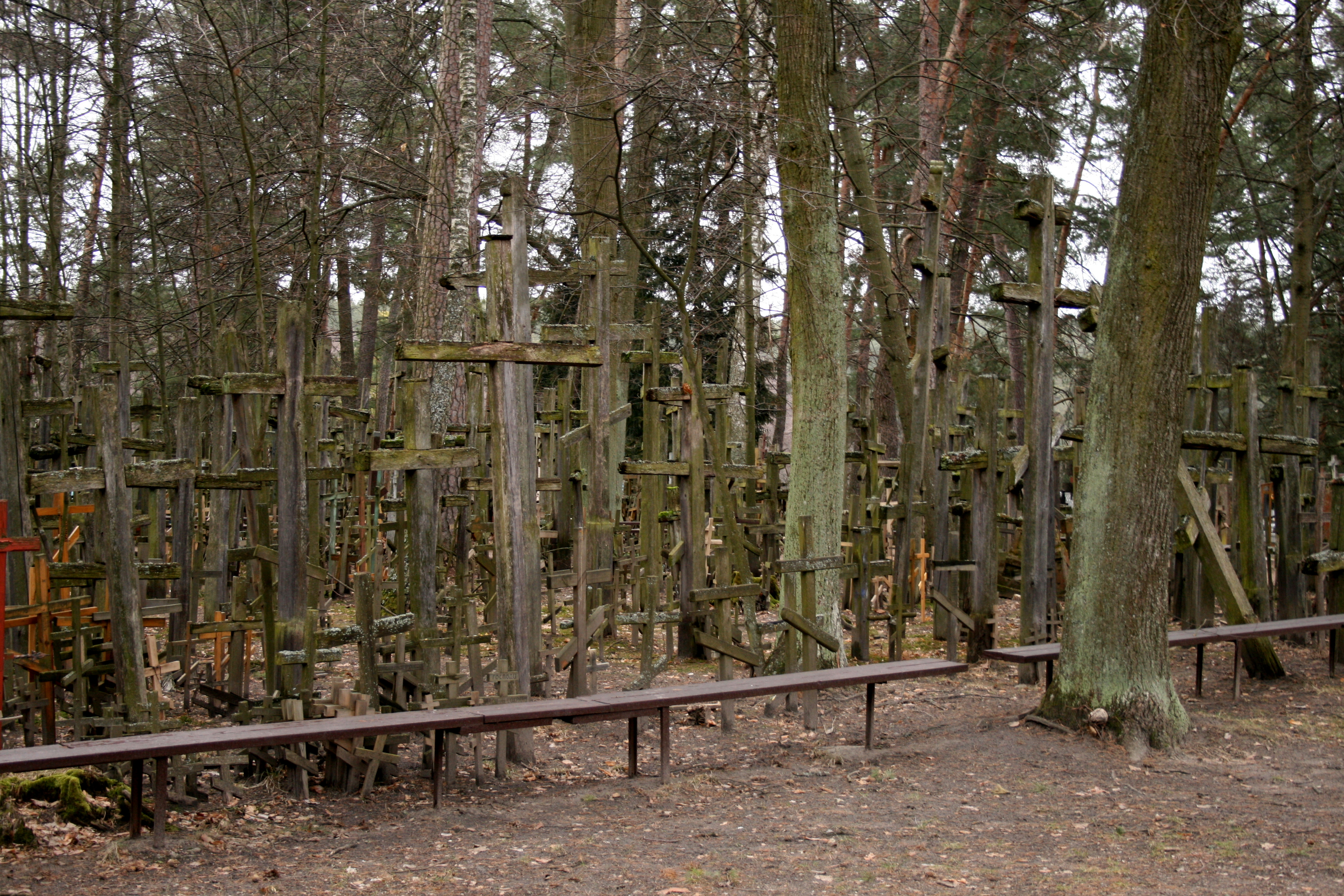
Кресты на Грабарке

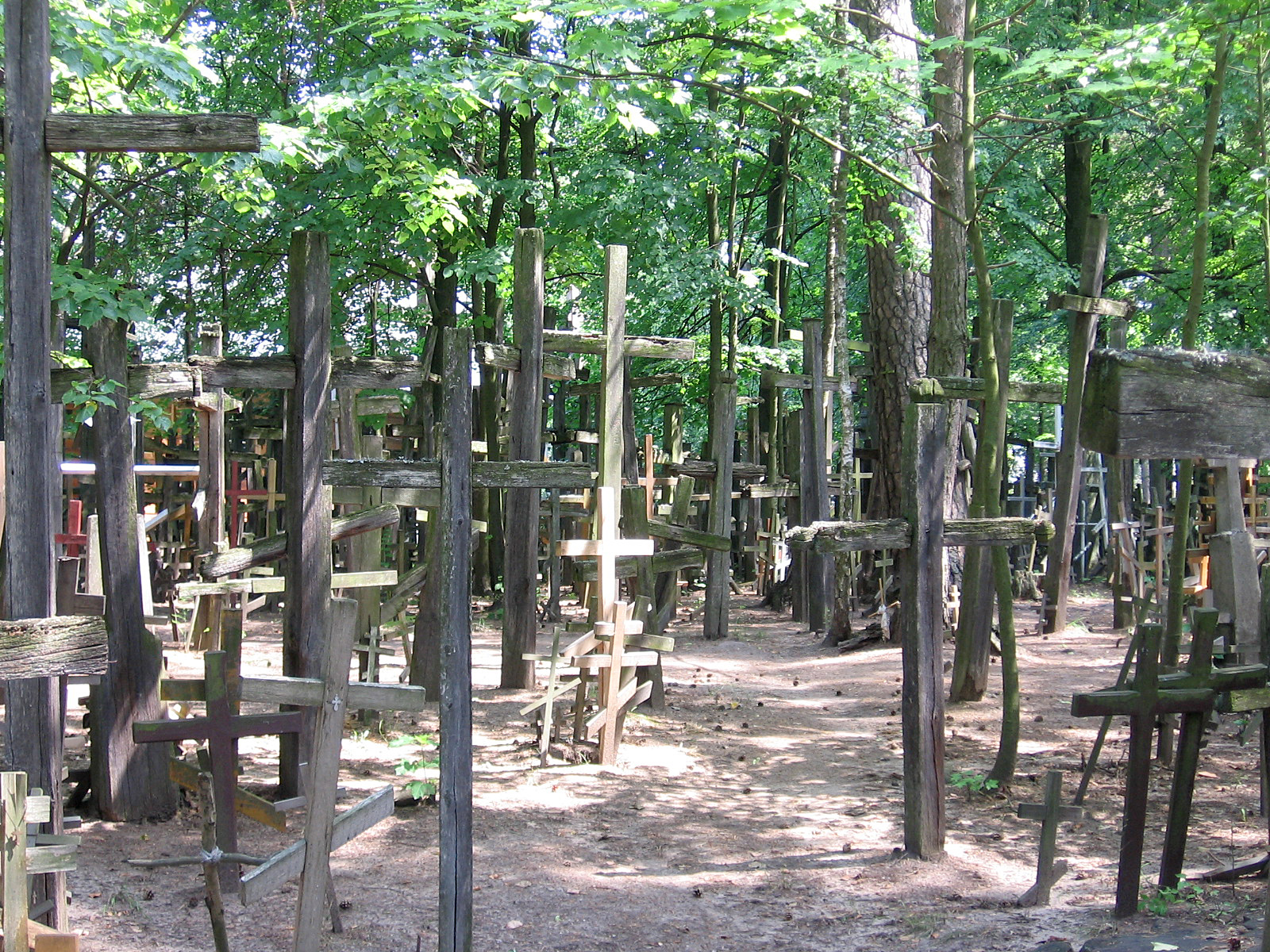
Кресты на Грабарке

В 1990 году, ночью, с 12 на 13 июля, Преображенский Храм на Святой Горе подожгли:59. Несмотря на усилия, быстро появившихся пожарных, ничего отстоять не удалось, и храм выгорел до основания. Погибли многие находившиеся в нём святыни.
Преступником оказался местный житель, сорвавший, таким образом, злобу за неудачу в угоне монастырского автомобиля. Раннее он уже отбывал наказание за воровство, то есть оказался рецидивистом.
После поджога деревянный храм отстроили заново. Однако инцидент получил значительный резонанс, привлек заметное внимание к Святой Горе и в конечном итоге помог её дальнейшему благоустройству. Среди прочего, в 1998 году на пожертвования удалось обнести Святую Гору Грабарку сплошной каменной стеной и оборудовать сдвижными воротами. Грабарка как бы отделилась от мира и теперь вполне соответствует образу заповедной земли Музея Молитвы.

## Визит Предстоятелей Русской и Польской Православных Церквей в 2012 г
19 августа 2012 года, в праздник Преображения Господня, в Марфо-Мариинской обители на Святой Горе была совершена Божественная литургия Патриархом Московским и всея Руси Кириллом совместно с предстоятелем Польской православной церкви Саввой. Им сослужили члены делегации Русской Православной Церкви, а также присутствовавшие иерархи Польской православной церкви.
По завершении литургии предстоятели обеих церквей выступили с речами и обменялись дарами. Дары также были сделаны Марфо-Мариинской обители. Все члены делегации РПЦ были награждены Орденом Польской православной церкви святой равноапостольной Марии Магдалины (Order św. Marii Magdaleny). В заключении, Кирилл освятил крест, который был установлен от его имени у восточной стороны Храма Преображения Господня, а Савва поблагодарил власти и всех, кто трудился над организацией прошедшего мероприятия.